# ديف محمد
ديف محمد (بالإنجليزية: Dave Mehmet)‏ (2 ديسمبر 1960 في المملكة المتحدة - أبريل 2024) هو لاعب كرة قدم بريطاني في مركز الوسط. لعب مع تشارلتون أثلتيك ونادي إنفيلد ونادي بارنت ونادي غيلينغهام ونادي ميلوول ونادي بروملي وميدستون يونايتد ونادي إِنفيلد ‏ وتامبا باي راوديز ونادي فيشر أثليتيك وألما سوانلي ‏ وإيريث وبلفيدير ‏ وغرينتش بورو ‏.